# حليماوات
الحليماوات (بالإنجليزية: Thelazioidea)‏ هي فوق فصيلة من الديدان الأسطوانية من رتبة الحجناوات الواسعة. كباقي الديدان الأسطوانية ليس لها لا جهاز دوران ولا جهاز تنفس.
عائلات الحجناوات هي:
- Pneumospiruridae
- Rhabdochonidae
- Thelaziidae